# Джим Фокс
Джим Фокс  (англ. Jim Fox; 19 вересня 1941 — 28 квітня 2023) — британський сучасний п'ятиборець, олімпійський чемпіон.

## Виступи на Олімпіадах
| Олімпіада     | Дисципліна | Місце |
| ------------- | ---------- | ----- |
| Токіо 1964    | особисті   | 29    |
| Токіо 1964    | командні   | 9     |
| Мехіко 1968   | особисті   | 8     |
| Мехіко 1968   | командні   | 8     |
| Мюнхен 1972   | особисті   | 4     |
| Мюнхен 1972   | командні   | 9     |
| Монреаль 1976 | особисті   | 15    |
| Монреаль 1976 | командні   | 1     |